# Basses del Siscar
Basses del Siscar är sjöar i Andorra. De ligger i parroquian Canillo, i den östra delen av landet. Basses del Siscar ligger 2 368 meter över havet. Den högsta punkten i närheten är Pic de la Cabaneta, 2 799 meter över havet, 1,1 kilometer sydost om Basses del Siscar.
Trakten runt Basses del Siscar består i huvudsak av gräsmarker och kala bergstoppar.